# Weselin Minew
Weselin Miłczew Minew (bułg. Веселин Милчев Минев, ur. 14 października 1980 w Pazardżiku) – bułgarski piłkarz grający na pozycji lewego obrońcy. Od 2014 roku jest zawodnikiem klubu Lewski Sofia. Jest bliźniakiem Jordana Minewa, także piłkarza i reprezentanta kraju.

## Kariera klubowa
Swoją karierę piłkarską Minew rozpoczął w klubie Hebar Pazardżik. W sezonie 2000/2001 zadebiutował w jego barwach w pierwszej lidze bułgarskiej. Latem 2001 odszedł z Hebaru do Belasicy Petricz. W klubie tym występował do końca 2003 roku. Na początku 2004 roku Botewu Płowdiw. Zawodnikiem Botewu był do zakończenia sezonu 2005/2006.
Wraz z początkiem sezonu 2006/2007 Minew zmienił klub i trafił do Lewskiego Sofia. W sezonach 2006/2007 oraz 2008/2009 wywalczył z Lewskim dwa tytuły mistrza Bułgarii. W sezonie 2006/2007 zdobył też z Lewskim Puchar Bułgarii. Piłkarzem Lewskiego był do końca sezonu 2010/2011.
Latem 2011 roku Minew podpisał kontrakt z tureckim Antalyasporem. W jego barwach zadebiutował 21 września 2011 w przegranym 1:2 domowym meczu z Mersin İdman Yurdu. W sezonie 2011/2012 był podstawowym zawodnikiem Antalyasporu. W 2013 roku wrócił do Botewu, a w 2014 do Lewskiego.
| Sezon   | Klub             | Kraj     | Rozgrywki | Mecze | Bramki |
| ------- | ---------------- | -------- | --------- | ----- | ------ |
| 2000/01 | Hebar Pazardżik  | Bułgaria | A PFG     | 5     | 0      |
| 2001/02 | Belasica Petricz | Bułgaria | A PFG     | 11    | 0      |
| 2002/03 | Belasica Petricz | Bułgaria | B PFG     | 11    | 0      |
| 2003/04 | Belasica Petricz | Bułgaria | A PFG     | 12    | 0      |
| 2003/04 | Botew Płowdiw    | Bułgaria | A PFG     | 13    | 2      |
| 2004/05 | Botew Płowdiw    | Bułgaria | A PFG     | 22    | 1      |
| 2005/06 | Botew Płowdiw    | Bułgaria | A PFG     | 24    | 1      |
| 2006/07 | Lewski Sofia     | Bułgaria | A PFG     | 10    | 0      |
| 2007/08 | Lewski Sofia     | Bułgaria | A PFG     | 18    | 0      |
| 2008/09 | Lewski Sofia     | Bułgaria | A PFG     | 18    | 0      |
| 2009/10 | Lewski Sofia     | Bułgaria | A PFG     | 22    | 0      |
| 2010/11 | Lewski Sofia     | Bułgaria | A PFG     | 23    | 1      |
| 2011/12 | Antalyaspor      | Turcja   | Süper Lig | 30    | 0      |
| 2012/13 | Antalyaspor      | Turcja   | Süper Lig | 4     | 0      |
| 2012/13 | Botew Płowdiw    | Bułgaria | A PFG     | 8     | 0      |
| 2013/14 | Botew Płowdiw    | Bułgaria | A PFG     | 27    | 0      |
| 2014/15 | Lewski Sofia     | Bułgaria | A PFG     |       |        |

## Kariera reprezentacyjna
W reprezentacji Bułgarii Minew zadebiutował 10 października 2009 roku w przegranym 1:4 meczu eliminacji do MŚ 2010 z Cyprem, rozegranym w Larnace.